# 2016년 퀘타 경찰학교 테러
2016년 10월 24일 파키스탄 퀘타의 한 경찰학교에서 테러가 발생하였다. 이 테러로 61명이 사망하고 118명이 부상당했다.

## 같이 보기
- 2014년 페샤와르 학교 학살